# Untervogthaus (Gränichen)

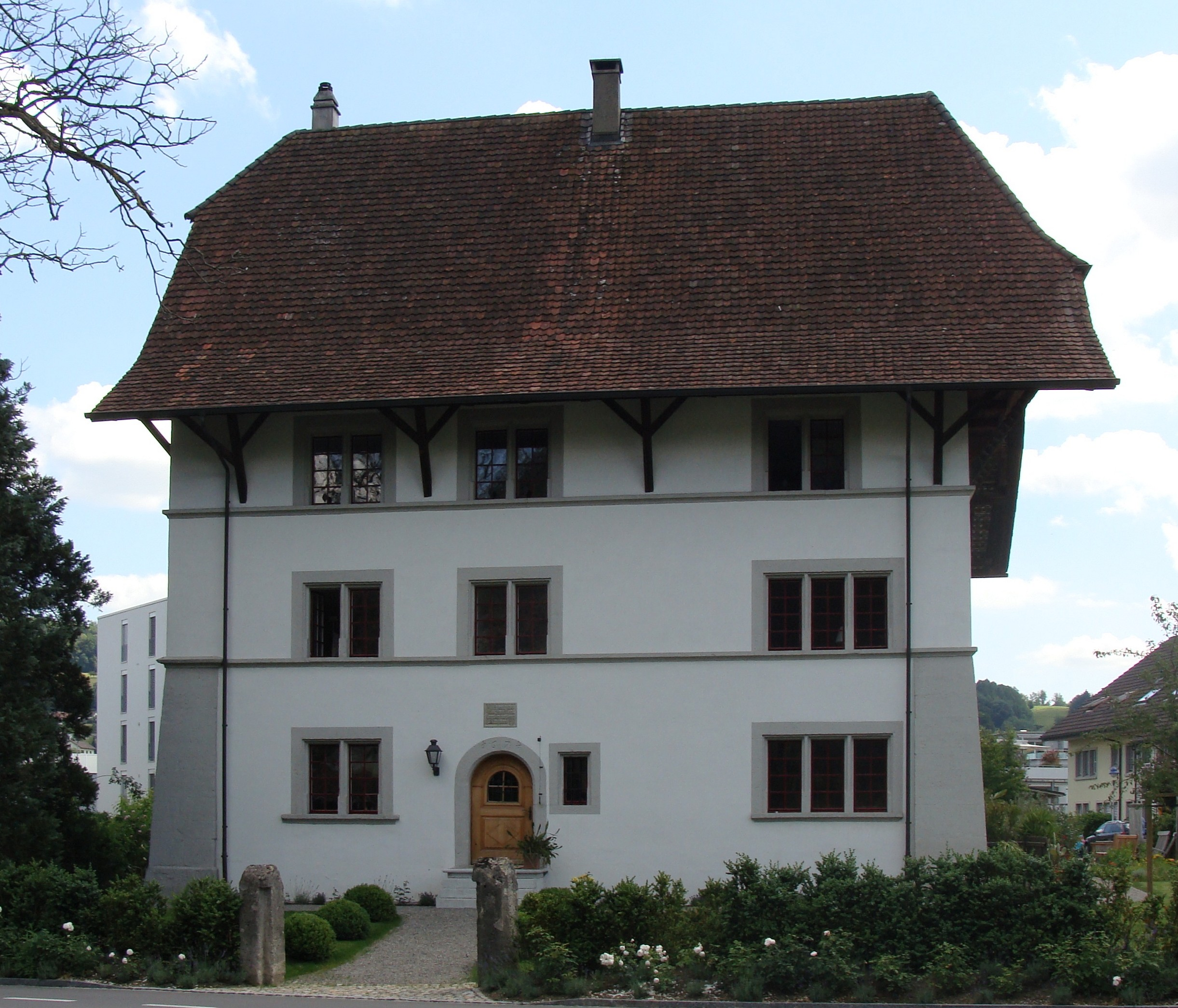
Untervogthaus

Das Untervogthaus ist ein historisches Gebäude in Gränichen im Kanton Aargau. Es steht an der Lochgasse südlich des Dorfzentrums und ist als Kulturgut von nationaler Bedeutung unter Denkmalschutz. Das Gebäude diente als Wohnsitz des von Bern eingesetzten einheimischen Untervogts (bis 1798 gehörte Gränichen zur Stadt und Republik Bern).
Bei dem im 17. Jahrhundert errichteten Gebäude handelt es sich um einen dreigeschossigen, verputzten Mauerbau mit lisenenartiger Eckquaderung, die im Erdgeschoss als Pfeiler ausgebildet ist. Geschnitzte Verstrebungen (Bügen) stützen ein Krüppelwalmdach mit Giebellaube. An beiden Längsseiten befinden sich Eingänge mit Rundbögen, wobei der westliche mit der Jahreszahl 1674 versehen ist. Im Innern stehen frühbarocke Buffets aus dem frühen 17. Jahrhundert.